# Chilineus glandulosa
Chilineus glandulosa är en djurart som tillhör fylumet slemmaskar, och som först beskrevs av Heinrich Bürger 1895.  Chilineus glandulosa ingår i släktet Chilineus och familjen Valenciniidae. Inga underarter finns listade i Catalogue of Life.